# Tipula quadrivittata
Tipula quadrivittata är en tvåvingeart som beskrevs av Rasmus Carl Staeger 1840. Tipula quadrivittata ingår i släktet Tipula och familjen storharkrankar. Arten är reproducerande i Sverige.

## Underarter
Arten delas in i följande underarter:
- T. q. cinifera
- T. q. quadrivittata
- T. q. subsulphurea